# (4915) Solzhenitsyn
(4915) Solzhenitsyn ist ein Asteroid des Hauptgürtels, der am 8. Oktober 1969 von der russischen Astronomin Ljudmila Iwanowna Tschernych am Krim-Observatorium in Nautschnyj (IAU-Code 095) entdeckt wurde.
Der Asteroid wurde nach dem russischen Schriftsteller und Dramatiker Alexander Issajewitsch Solschenizyn (1918–2008) benannt, der 1970 mit dem Nobelpreis für Literatur ausgezeichnet wurde und dessen Hauptwerk Der Archipel Gulag detailliert die Verbrechen des stalinistischen Regimes beschreibt.